# Adriano Cintra
Adriano Ferreira Cintra (São Paulo, 21 de mayo de 1974) en un multinstrumentista brasileño y productor de reservas portuguesas, caboclas y nativas de Brasil, también es conocido como una miembro de la lista C de lo underground y como una celebridad entre los clubes en su ciudad natal. Abiertamente homosexual, fue guitarrista y cantante del power trío de garage rock, Thee Butcher's Orchestra, y entre sus muchos proyectos de solista se encuentran Ultrasom y Caxabaxa. Cintra también compuso música para shows de moda, y fue el ingeniero de grabación para el álbum de 1998 de Tom Zé, Com Defeito de Fabricação.

## Cansei de Ser Sexy
Su última y más famosa banda es el proyecto de indie electrónica, Cansei de Ser Sexy. En 2003, Adriano formó con algunos amigos por diversión. Él toca la batería y produce a la banda, además de finalmente tocar el bajo, la guitarra y de cantar. Cansei de Ser Sexy fue firmado por la disquera Sub Pop a principios del 2006 para así lanzar su primer álbum internacional, y también han hecho tours por el Reino Unido, Estados Unidos, México y Canadá extensivamente, realizando actos de apertura para muchos, incluyendo a Ladytron y Klaxons.
- Datos: Q2234394